# Aster kantoensis
Aster kantoensis là một loài thực vật có hoa trong họ Cúc. Loài này được Kitam. mô tả khoa học đầu tiên năm 1936.